# Тарік-Даре
Тарік-Даре (перс. تاريك دره) — село в Ірані, у дегестані Дейламан, у бахші Дейламан, шагрестані Сіяхкаль остану Ґілян. За даними перепису 2006 року, його населення становило 54 особи, що проживали у складі 18 сімей.

## Клімат
Середня річна температура становить 9,34°C, середня максимальна – 24,48°C, а середня мінімальна – -8,23°C. Середня річна кількість опадів – 358 мм.
| Клімат поселення                              | Клімат поселення | Клімат поселення | Клімат поселення | Клімат поселення | Клімат поселення | Клімат поселення | Клімат поселення | Клімат поселення | Клімат поселення | Клімат поселення | Клімат поселення | Клімат поселення | Клімат поселення |
| Показник                                      | Січ.             | Лют.             | Бер.             | Квіт.            | Трав.            | Черв.            | Лип.             | Серп.            | Вер.             | Жовт.            | Лист.            | Груд.            |                  |
| Середній максимум, °C                         | 3,70             | 4,41             | 7,26             | 13,78            | 18,94            | 23,35            | 24,42            | 24,48            | 21,21            | 17,58            | 11,09            | 5,15             |                  |
| Середня температура, °C                       | −2,25            | −1,56            | 1,28             | 7,81             | 12,96            | 17,38            | 19,84            | 19,90            | 16,63            | 12,99            | 6,51             | 0,55             |                  |
| Середній мінімум, °C                          | −8,23            | −7,54            | −4,68            | 1,84             | 7,00             | 11,39            | 15,27            | 15,33            | 12,06            | 8,42             | 1,93             | −4,03            |                  |
| Норма опадів, мм                              | 33               | 36               | 58               | 47               | 38               | 12               | 11               | 8                | 11               | 28               | 35               | 41               |                  |
| Середньомісячна швидкість вітру, м/с          | 2.00             | 2.44             | 2.75             | 3.19             | 2.41             | 2.19             | 2.09             | 1.90             | 1.81             | 1.99             | 2.14             | 1.93             |                  |
| Середньомісячна сонячна радіація, кДж/м²·день | 7742             | 10189            | 12765            | 16904            | 20699            | 23703            | 23564            | 20720            | 17625            | 12785            | 9441             | 7416             |                  |
| --------------------------------------------- | ---------------- | ---------------- | ---------------- | ---------------- | ---------------- | ---------------- | ---------------- | ---------------- | ---------------- | ---------------- | ---------------- | ---------------- | ---------------- |
| Джерело:                                      |                  |                  |                  |                  |                  |                  |                  |                  |                  |                  |                  |                  |                  |